# Gastrodia javanica
Gastrodia javanica är en orkidéart som först beskrevs av Carl Ludwig von Blume, och fick sitt nu gällande namn av John Lindley. Gastrodia javanica ingår i släktet Gastrodia och familjen orkidéer. Inga underarter finns listade i Catalogue of Life.